# Dècada del 1410 aC

## Esdeveniments
- Possible èxode hebreu des d'Egipte (data discutida)
- Vers 1410 aC (1412/1401 aC) mora el faraó Amenofis II. El succeeix el seu fill Tuthmosis IV. El rei hurrita Artatama va buscar una aliança amb Egipte i es va negociar el casament del faraó Amenofis II amb una filla del rei de Mitanni, però no es va arribar a produir.